# محمد الشهواني
محمد عبد الله محمد الشهواني (4 أبريل 1938 - ) سياسي وعسكري عراقي ورئيس سابق في جهاز المخابرات الوطني العراقي.

## سيرته
الشهواني هو من مدينة الموصل - { سُني عربي من عشيرة { الحمدانيون العربية فخذ { الشهوان } ولد في الموصل ... " محلة " دجّة بركة " - الموصل القديمة وبدأ مسيرته كرياضي دولي. في عام 1963 شارك في سباق العشاري في جاكرتا بإندونيسيا وفاز بميدالية ذهبية. في عام 1967 التحق بمدرسة رينجر بالجيش الأمريكي، وفي الثمانينيات رقي إلى رئيس مدرسة القوات الخاصة العراقية. خلال النصف الأول من الحرب الإيرانية العراقية (1980-1988) كان الشهواني برتبة عميد ومسؤولًا عن وحدة هليكوبتر تابعة للحرس الجمهوري. صنع لنفسه شهرة عندما استعاد في هجوم جوي جبل كردمند في كردستان العراق من قوة إيرانية مقاتلة كان عددها بالآلاف. وبسبب ذلك اعتبره الرئيس صدام حسين تهديدًا محتملاً ووضعه لاحقًا تحت مراقبة المخابرات العراقية في عام 1984، واعتقل واستجوب أخيرًا في عام 1989 فقرر الشهواني في مايو 1990 الهروب إلى لندن.

## رئيس جهاز المخابرات الوطني العراقي
بعد غزو العراق، أصدر بول بريمر رئيس سلطة الائتلاف المؤقتة الأمر رقم 69 الذي أنشأ بموجبه ميثاقًا لجهاز المخابرات الوطني العراقي الجديد، وعين الشهواني كأول مدير له. لكنه استقال في أغسطس 2009 بسبب (بحسب صحيفة واشنطن بوست) خلافات مع رئيس الوزراء نوري المالكي حول النفوذ الإيراني في العراق، وحل محله الجنرال زهير فاضل. وفقا لصحيفة الزمان العراقية قدم الشهواني أدلة تربط إيران بسلسلة من الهجمات في العراق بما في ذلك تفجيرات بغداد في 19 أغسطس 2009 وغادر عندما رفضت القيادة العراقية توريط إيران علنا في التفجيرات. بعد عدة أيام أرسلت البعثة الإيرانية لدى الأمم المتحدة رسالة احتجاج إلى صحيفة واشنطن بوست على المقال السابق زاعمة أن تصريحات الشهواني حول تورط إيران لا أساس لها من الصحة.

## حياته الخاصة
تزوج الشواني من امرأة من الطائفة الشيعية. أجب منها ثلاث أبناء: الرائد أنمار الشهواني والنقيب عياد الشهواني والملازم أثير الشهواني، إعدم أبناءه الثلاثة في العراق بتهمة التخطيط لانقلاب ضد نظام صدام حسين.